# 21-es villamos (Budapest)
A budapesti 21-es jelzésű villamos a Mester utca (Ferenc körút) és a Nagysándor József utca között közlekedett. A viszonylatot a Budapesti Közlekedési Zrt. üzemeltette.

## Története
1904-ben indult, akkor még jelöletlenül a Városliget – Damjanich utca – Rákóczi út – Múzeum körút – Üllői út – Orczy út – Thököly út – Aréna (Dózsa György) út – Városliget útvonalon. 1910-ben a 21-es jelzést kapta. 1926. július 11-ig útvonala nem változott, viszont aznap több villamosvonallal együtt megszüntették.
1939. november 20-ától ismét közlekedett a mai 24-essel azonos vonalon, a Keleti pályaudvar – Orczy tér – Nagyvárad tér – Közvágóhíd útvonalon haladva. 1944. augusztus 28-ától a Keleti pályaudvartól csak a Nagyvárad térig járt, majd november 1-jén megszűnt.
1945. május 19-én újraindult a megszűnése előtti útvonalán, majd egy héttel később a Soroksári út és a Haller utca kereszteződéséig meghosszabbítva, végül június 5-étől ismét a Közvágóhídig közlekedett. 1948. december 5-én útvonala újból a Nagyvárad térig rövidült. 1950. december 21-én a Dózsa György úti aluljáró átadásával útvonala a Váci útig meghosszabbodott. 1950 szilveszterének éjjelén a Közvágóhídig járt. 1952. október 26-án a Dózsa György úti villamosvágányok Thököly út és Rudas László utca közötti szakaszának felszámolása miatt útvonalát módosították: a Keleti pályaudvartól a Bethlen utcán folytatta az útvonalát, majd innen a Szinyei Merse utcán és a Rudas László utcán érte el a Dózsa György utat, ahonnan már nem a Váci út felé járt, hanem a Lehel utcára kanyarodva az újpesti István térig. 1953. szeptember 21-én a Kálvin tér–Orczy tér villamosszakasz felszámolása miatti forgalmi változások következtében útvonala az angyalföldi Béke térig rövidült, azonban november 23-ától ismét Újpestig ért. 1954. december 30-án megszűnt, pótlására a Dózsa György úti 75-ös troli, illetve a Nagyvárad térig meghosszabbított 15-ös villamos járt.
1955. április 18-án azonban újraindult: az akkor cirka Ferenc körút – Közvágóhíd útvonalon közlekedő 20A villamos jelzését az FVV 21-esre módosította. A villamos 1956-ig közlekedett.
Ezt 52 év szünet követte, melyet a 2008-as paraméterkönyv tört meg: a pesterzsébeti villamostörténetben fontos szerepet játszó, 1910-től itt közlekedő 30-as villamos számjelzését az akkori Nógrád Volán üzemeltetésében álló, azonos jelzéssel közlekedő 30-as busz miatt 21-esre változtatták. A 30-as vonalra beosztott Ganz CSMG-ket ugyanekkor a korszerűsített KCSV–7-esek váltották. A 2011-es paraméterkönyv bevezetésével május 1-jén a 21-esből 51-es lett és típuscsere történt ismét: ezúttal TW 6000-esekre.
Megszűnése előtt, április 16–22. és 26–30. között vágányzár miatt rövidített útvonalon, a Mester utca (Ferenc körút) és a Koppány utca között közlekedett.

## Útvonala
| Nagysándor József utca felé | Mester utca (Ferenc körút) felé |
| --- | --- |
| Mester utca (Ferenc körút) vá. – Mester utca – Könyves Kálmán körút – Gubacsi út – Határ út – Török Flóris utca – Szent Erzsébet tér – Török Flóris utca – Nagysándor József utca vá. | Nagysándor József utca vá. – Nagysándor József utca – Jókai Mór utca – Határ út – Gubacsi út – Könyves Kálmán körút – Mester utca – Mester utca (Ferenc körút) vá. |

## Megállóhelyei
| 0  | Mester utca (Ferenc körút) végállomás | 30 | 4, 6, 21A                         |
| 1  | Bokréta utca                          | 29 | 21A                               |
| 2  | Szakorvosi rendelő                    | ∫  | 281 21A                           |
| 4  | Haller utca                           | 27 | 281 21A, 24                       |
| 6  | Vágóhíd utca                          | 25 | 21A                               |
| 8  | Könyves Kálmán körút                  | 23 | 103, 281 1, 21A                   |
| 10 | Koppány utca                          | 21 | Helyközi buszok                   |
| 11 | Földváry utca                         | 20 |                                   |
| 13 | Magyar Aszfalt                        | 19 |                                   |
| 14 | Kén utca                              | 18 |                                   |
| 15 | Illatos út                            | 17 | 54, 55                            |
| 16 | Timót utca                            | 16 |                                   |
| 18 | FÉG                                   | 15 |                                   |
| 21 | Gubacsi út                            | 13 | 119, 166 3                        |
| 23 | Török Flóris utca                     | ∫  | 119, 166 52                       |
| 24 | János tér                             | ∫  | 119, 166 52                       |
| 26 | Kossuth Lajos utca                    | ∫  | 23, 23E, 35, 66, 119, 148, 166 52 |
| ∫  | Ősz utca                              | 11 | 3, 52                             |
| ∫  | Jókai Mór utca (Határ út)             | 9  | 3, 52                             |
| ∫  | Thököly utca                          | 8  | 52                                |
| ∫  | Kossuth Lajos utca                    | 7  | 23, 23E, 66, 148 52               |
| ∫  | Szabótelep                            | 5  | 23, 23E, 151 52                   |
| ∫  | Vécsey utca                           | 3  | 52                                |
| ∫  | Szent Imre herceg utca                | 2  | 35 52                             |
| 27 | Nagysándor József utca végállomás     | 0  | 35, 151 52                        |